# Eudonia aspidota
Eudonia aspidota là một loài bướm đêm trong họ Crambidae.